# Une Nation (Israël)
Ne doit pas être confondu avec Pauline Hanson's One Nation.
Une Nation (hébreu : עם אחד, Am Ehad) était un parti socialiste israélien. 

## Histoire
Le parti fut fondé le 25 mars 1999 lorsqu'Amir Peretz, Rafik Haj Yahia et Adisu Massala quittèrent le Parti travailliste afin de créer un nouveau groupe à la Knesset.
Lors des élections législatives de mai 1999, le parti obtint 1,9 % des suffrages, équivalent à deux sièges à la Knesset, et fut ainsi le plus petit parti à franchir le seuil électoral de 1,5 %/ Les sièges furent occupées par Amir Peretz et Haim Katz. Avant les élections législatives de 2003, Haim Katz quitta le parti pour rejoindre le Likoud.
Lors de ces élections, Une Nation obtint trois sièges, occupées par Amir Peretz, Ilana Cohen et David Tal. Le 23 mai 2005, le parti fusionna au sein du Parti travailliste bien que David Tal ait refusé et créé sa propre faction, Noy, qui fusionna par la suite au sein de Kadima.